# Myjava (Fluss)
Der Fluss Myjava (deutsch selten Miawa; ungarisch Miava) entspringt in den Weißen Karpaten am Fuß des Čupec (818,9 m), bis er nach ungefähr 80 Kilometern in die March mündet.
Der Flusslauf nimmt seinen Ursprung in Tschechien und überschreitet nach 600 Metern die Grenze zur Slowakei. Er wendet sich zuerst nach Süden von den Weißen Karpaten weg. Dabei fließt er durch die Gemeinde Stará Myjava und weiter durch die gleichnamige Stadt Myjava. Ab diesem Punkt stellt der Fluss auch die geographische Grenze zwischen den Weißen und Kleinen Karpaten dar. Weitere größere Orte an der Myjava sind Jablonica, Senica und Šaštín-Stráže. In der Nähe von Kúty mündet die Myjava in die March.

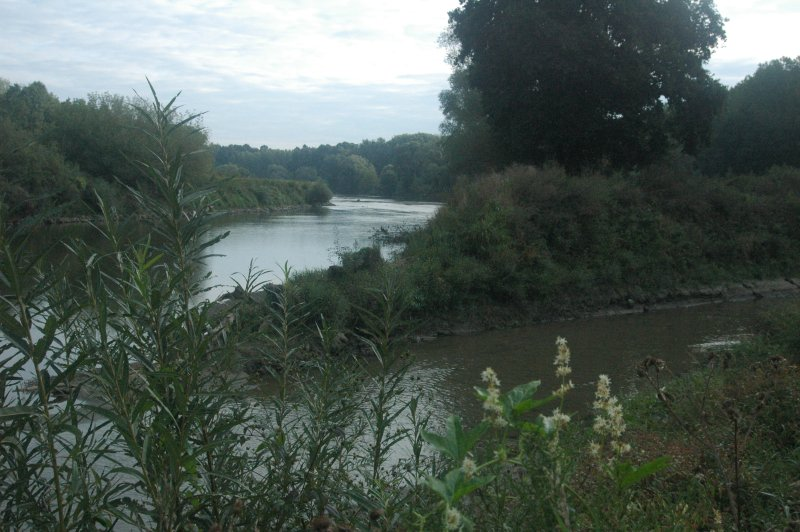
Mündung der Myjava in die March
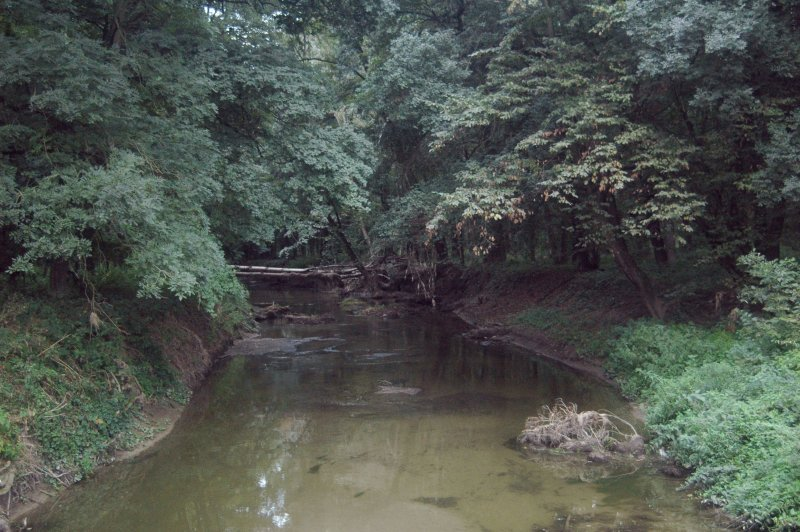
Myjava in der Region Záhorie
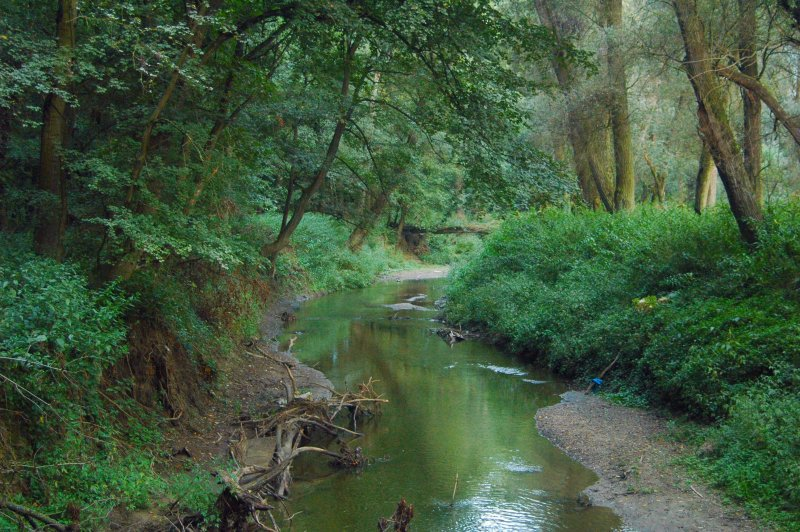
Myjava in der Region Záhorie
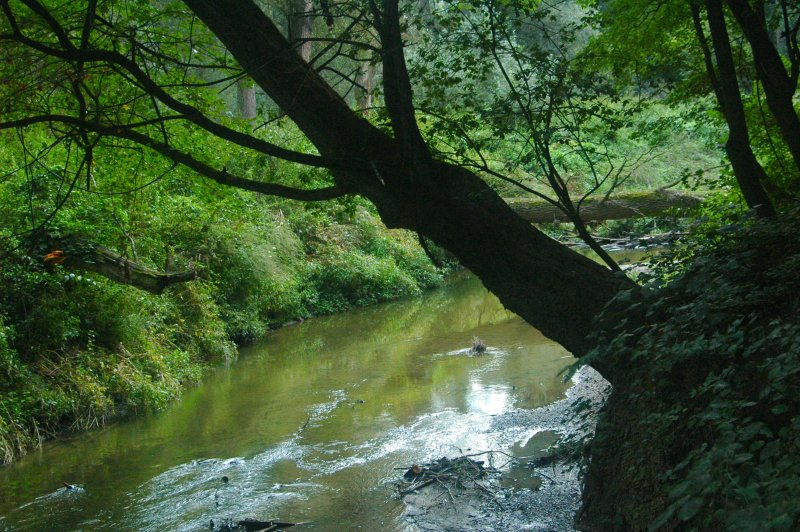
Myjava in der Region Záhorie
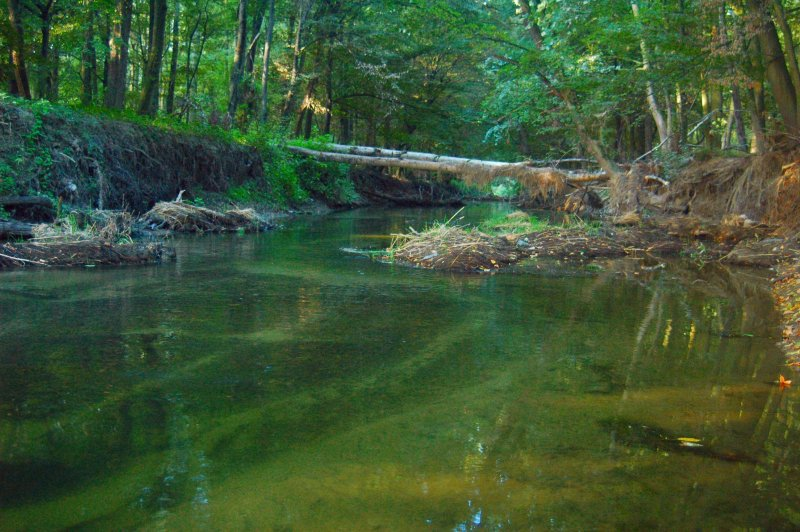
Myjava in der Region Záhorie